# 中国人民解放军国防科技大学气象海洋学院
中国人民解放军国防科技大学气象海洋学院，位于江苏省南京市，隶属中国人民解放军国防科技大学。

## 沿革
- 1950年12月，在北京市建立军委气象局气象干部训练班，隶属中央人民政府人民革命军事委员会气象局[1][2]。
- 1953年1月，气象干部训练班改为军委气象局气象干部学校[1]。
- 1953年8月，军委气象局划归中央人民政府政务院管理，改称中央气象局，气象干部学校仍留在军委[1]。
- 1953年12月，学校移交地方，改为北京气象专科学校，隶属中央人民政府高等教育部（1954年改为中华人民共和国高等教育部）[3]。
- 1955年8月，中华人民共和国国务院将隶属中华人民共和国高等教育部的北京气象专科学校移交中国人民解放军空军领导，更名为中国人民解放军气象专科学校[2][3]。
- 1956年，中国人民解放军第九航空学校气象预报系并入中国人民解放军气象专科学校。
- 1960年4月，改称中国人民解放军气象学校[2]。
- 1962年，中国人民解放军军事工程学院空军工程系的机场建筑和气象专业并入中国人民解放军气象学校。
- 1963年1月，中国人民解放军气象学校从北京市迁至江苏省南京市中和桥。1963年3月改为中国人民解放军空军第三高级专科学校[4][2][3]。
- 1966年至1968年，因文化大革命影响，学校停止招生三年。1968年11月复课[3]。
- 1969年11月，改为中国人民解放军空军第三专科学校[4]。中专性质[3]。
- 1970年1月，移驻江苏省江宁县岔路口原南京步兵学校校址[4]。
- 1975年，改为中国人民解放军空军气象学校[4]。
- 1979年6月，改为中国人民解放军空军气象学院[4][2][3][5]。
- 1999年4月，由中国人民解放军通信工程学院、中国人民解放军工程兵工程学院、中国人民解放军空军气象学院、中国人民解放军总参谋部第六十三研究所合并组建中国人民解放军理工大学。其中，中国人民解放军空军气象学院改为中国人民解放军理工大学气象学院[2]。
- 2003年，中国人民解放军理工大学气象学院正式成立军事海洋系，面向全军招收军事海洋学本科生。2006年成为海洋气象学博士点。2010年成为全军唯一的海洋科学一级学科硕士点[6]。
- 2012年8月7日，中国人民解放军理工大学气象学院正式更名为中国人民解放军理工大学气象海洋学院[6]。
- 2017年，在深化国防和军队改革中，以中国人民解放军国防科学技术大学、中国人民解放军国际关系学院、中国人民解放军国防信息学院、中国人民解放军西安通信学院、中国人民解放军电子工程学院、中国人民解放军理工大学气象海洋学院为基础组建中国人民解放军国防科技大学[7]。其中，中国人民解放军理工大学气象海洋学院改为中国人民解放军国防科技大学气象海洋学院[8]。

## 编制
- 教学科研处
- 政治工作处
- 管理保障处

### 专业设置
- 大气科学与工程系
- 海洋科学与技术系
- 空间天气与环境探测系
- 地球信息科学与工程系
- 气象海洋保障与指挥系
- 数值气象海洋研究所
- 深海科学技术实验室

## 历任领导
中国人民解放军空军气象学院
| 院长 - 郭绍仪（1953年—1953年，军委气象局气象干部学校校长） - 涂长望（1953年—1955年，中央气象局局长兼北京气象专科学校校长） - 郭家洛 大校（1955年8月—？，中国人民解放军气象专科学校、中国人民解放军气象学校、空军第三高级专科学校校长） …… - 黄汉基（1969年底—？，空军第三专科学校、空军气象学校校长） …… - 宋金祥 空军少将（？—？，空军气象学院院长） - 王锡友 空军少将（1989年4月—1996年1月，空军气象学院院长） - 唐万年 空军少将（1996年1月—1999年7月，空军气象学院院长） | 政治委员 - 董涛 大校（？—？，中国人民解放军气象专科学校、中国人民解放军气象学校、空军第三高级专科学校政治委员） …… - 李耕生（李衍）（？—？，空军气象学校、空军气象学院政治委员） …… - 王绍武 空军少将（？—1991年12月，空军气象学院政治委员） - 沙显明 空军少将（1991年12月—1992年8月，空军气象学院政治委员） - 白景峰 空军少将（1992年8月—1999年7月，空军气象学院政治委员） |

中国人民解放军理工大学气象海洋学院
| 院长 - 唐万年 空军少将（1999年—？，中国人民解放军理工大学副校长兼气象学院院长） - 秦松寿 大校（？—？，气象学院院长） - 孔毅 大校（2007年—2009年，气象学院院长） - 费建芳 大校（2009年—2017年，气象学院、气象海洋学院院长） | 政治委员 - 金世松 少将（？—？，气象学院政治委员） - 李保生 大校（？—？，气象学院政治委员） - 张辉 大校（2010年—？，气象学院、气象海洋学院政治委员） - 鲁春润 大校（？—？，气象海洋学院政治委员） |

中国人民解放军国防科技大学气象海洋学院
| 院长 - [[]]（2017年—） | 政治委员 - [[]]（2017年—） |